# Szent Filibert-templom (Tournus)
A Szent Filibert-templom Franciaországban, Tournusben (Saône-et-Loire megye, Burgundia régió) található és az egyik legjelentősebb korai román stílusú templom Franciaországban. Kr.u. 1000-ben kezdték építeni és 1019-ben szentelték fel. A templom védőszentje, Szent Filibert, akinek a relikviáit a normann kalandozások idején szállították ide a noirmoutier-i kolostorból, ahol elhunyt, és ahol eredetileg eltemették. A templomnak nagy a művészettörténeti jelentősége és több szempontból is az elkövetkező évtizedek fejlődésének előhírnöke volt. A háromhajós bazilika mindegyik hajója öt boltozatos, van egy kereszthajó, valamint újításként szentélykörüljáró és szentélykoszorú, valamint a nyugati végében egy szintén háromhajós előcsarnok, felette pedig egy felsőtemplom.